# Lista över Rysslands statsöverhuvuden
Detta är en lista över Rysslands statsöverhuvuden.
För det nutida presidentämbetet, se Rysslands president.

## Föregångare och storfurstendömen
Kievriket, storfurstendömet Vladimir-Suzdal och Storfurstendömet Moskva är i olika hög grad föregångare till Ryssland och står därför listade. Regentens titel i dessa furstendömen var Knjas (Furste) eller Velikij Knjas (Storfurste). Efter 1460 kallade sig ibland storfursten av Moskva för tsar, men titeln användes inte i arv förrän efter att Ivan den förskräcklige utropar sig till tsar av Ryssland år 1547. Han är också den förste som gör skillnad på titeln storfurste av Moskva och tsar när han under en period utnämner Simeon Bekbulatovitj till storfurste. Periodvis fungerade även patriarken av den Rysk-ortodoxa kyrkan som statsöverhuvud, bland annat under perioder av ockupation som i slutet av den stora oredan. 
| porträtt | Svenskt namn | Ryskt namn | Regeringstid | Levnadstid |
| --- | ------------ | ---------- | ------------ | ---------- |
| Kievriket (860–1263) |              |            |              |            |
| se Lista över Kievrikets regenter                                                                                           |              |            |              |            |
| Rurikdynastins olika furstendömen (1168–1547)                                                                               |              |            |              |            |
| De ryska furstendömena är skattepliktiga till mongolerna under perioden från 1240-talet till 1450-talet. Se Gyllene horden. |              |            |              |            |
| se Lista över storfurstar av Vladimir (1168–1362)                                                                           |              |            |              |            |
| se Lista över storfurstar av Tver (1247–1490)                                                                               |              |            |              |            |
| se Lista över storfurstar av Moskva (1283–1547)                                                                             |              |            |              |            |
| |              |            |              |            |

## Tsarerav Ryssland (1547–1721)

### Rurikdynastin (1547–1598)
| porträtt | Svenskt namn              | Ryskt namn   | Regeringstid | Levnadstid |
| -------- | ------------------------- | ------------ | ------------ | ---------- |
|          |                           |              |              |            |
|          | Ivan IV den förskräcklige | Ivan Groznyj | 1547–1584    | 1530–1584  |
|          | Fjodor I                  |              | 1584–1598    | 1557–1598  |
|          |                           |              |              |            |

### Ätten Godunov (1598–1605)
| porträtt | Svenskt namn  | Ryskt namn | Regeringstid            | Levnadstid      |
| -------- | ------------- | ---------- | ----------------------- | --------------- |
|          |               |            |                         |                 |
|          | Boris Godunov |            | 1598–1605               | cirka 1551–1605 |
|          | Fjodor II     |            | 13 april – 20 juli 1605 | 1589–1605       |
|          |               |            |                         |                 |

### Den stora oredan (1605–1613)
| porträtt | Svenskt namn       | Ryskt namn         | Regeringstid         | Levnadstid      |
| -------- | ------------------ | ------------------ | -------------------- | --------------- |
|          |                    |                    |                      |                 |
|          | Falske Dmitrij     |                    | 1605–1606            | död 17 maj 1606 |
|          | Vasilij IV         |                    | 1606–1610            | 1552–1612       |
|          | Falske Dmitrij II  | "Tusjinförrädaren" | 1607–1610            | död 1610        |
|          | Falske Dmitrij III |                    | 2 mars – 18 maj 1612 | död 1612        |
|          |                    |                    |                      |                 |

### Ätten Romanov (1613–1721)
| porträtt | Svenskt namn    | Ryskt namn                     | Regeringstid | Levnadstid |
| -------- | --------------- | ------------------------------ | ------------ | ---------- |
|          |                 |                                |              |            |
|          | Mikael Romanov  | Michail Fjodorovitj Romanov    | 1613–1645    | 1596–1645  |
|          | Aleksej Romanov | Aleksej Michajlovitj Romanov   | 1645–1676    | 1629–1676  |
|          | Fjodor III      | Fjodor III Aleksejvitj Romanov | 1676–1682    | 1661–1682  |
|          | Ivan V          | Ivan V Aleksejvitj Romanov     | 1682–1696    | 1666–1696  |
|          | Peter den store | Pjotr Velikij                  | 1682–1721    | 1672–1725  |
|          |                 |                                |              |            |

## Kejsare och självhärskare över hela Ryssland (1721–1917)

### Ätten Romanov (1721–1762)
| porträtt | Svenskt namn     | Ryskt namn      | Regeringstid | Levnadstid |
| -------- | ---------------- | --------------- | ------------ | ---------- |
|          |                  |                 |              |            |
|          | Peter den store  | Pjotr Velikij   | 1721–1725    | 1672–1725  |
|          | Katarina I       | Jekaterina I    | 1725–1727    | 1684–1727  |
|          | Peter II         | Pjotr II        | 1727–1730    | 1715–1730  |
|          | Anna av Ryssland | Anna Ioannovna  | 1730–1740    | 1693–1740  |
|          | Ivan VI          | Ivan Antonovitj | 1740–1741    | 1740–1764  |
|          | Elisabet         | Jelizaveta      | 1741–1762    | 1709–1762  |
|          |                  |                 |              |            |

### Ätten Holstein-Gottorp-Romanov (1762–1917)

Kejserliga flaggan (1858-1917).

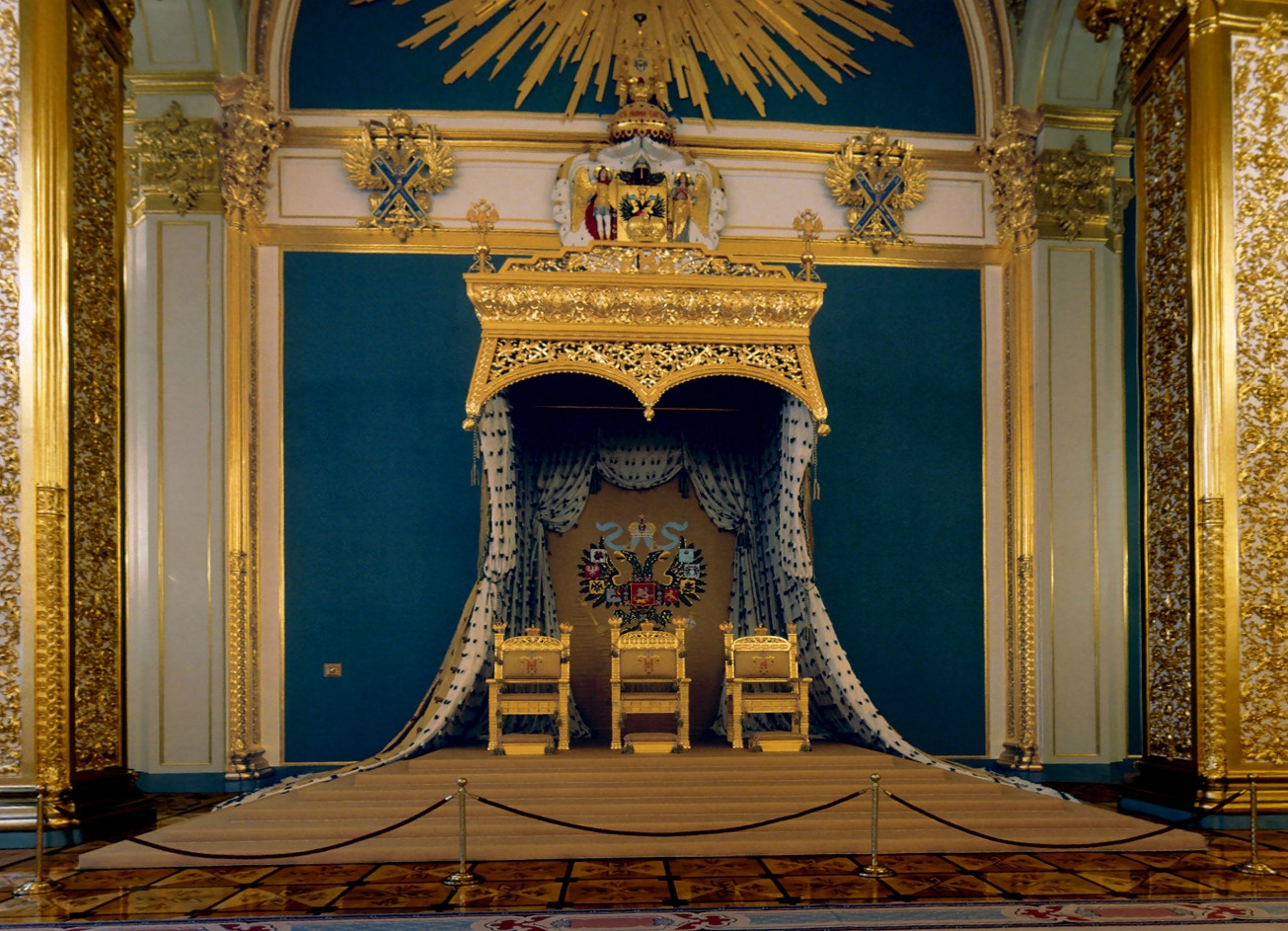
Tronsalen i Stora Kremlpalatset.

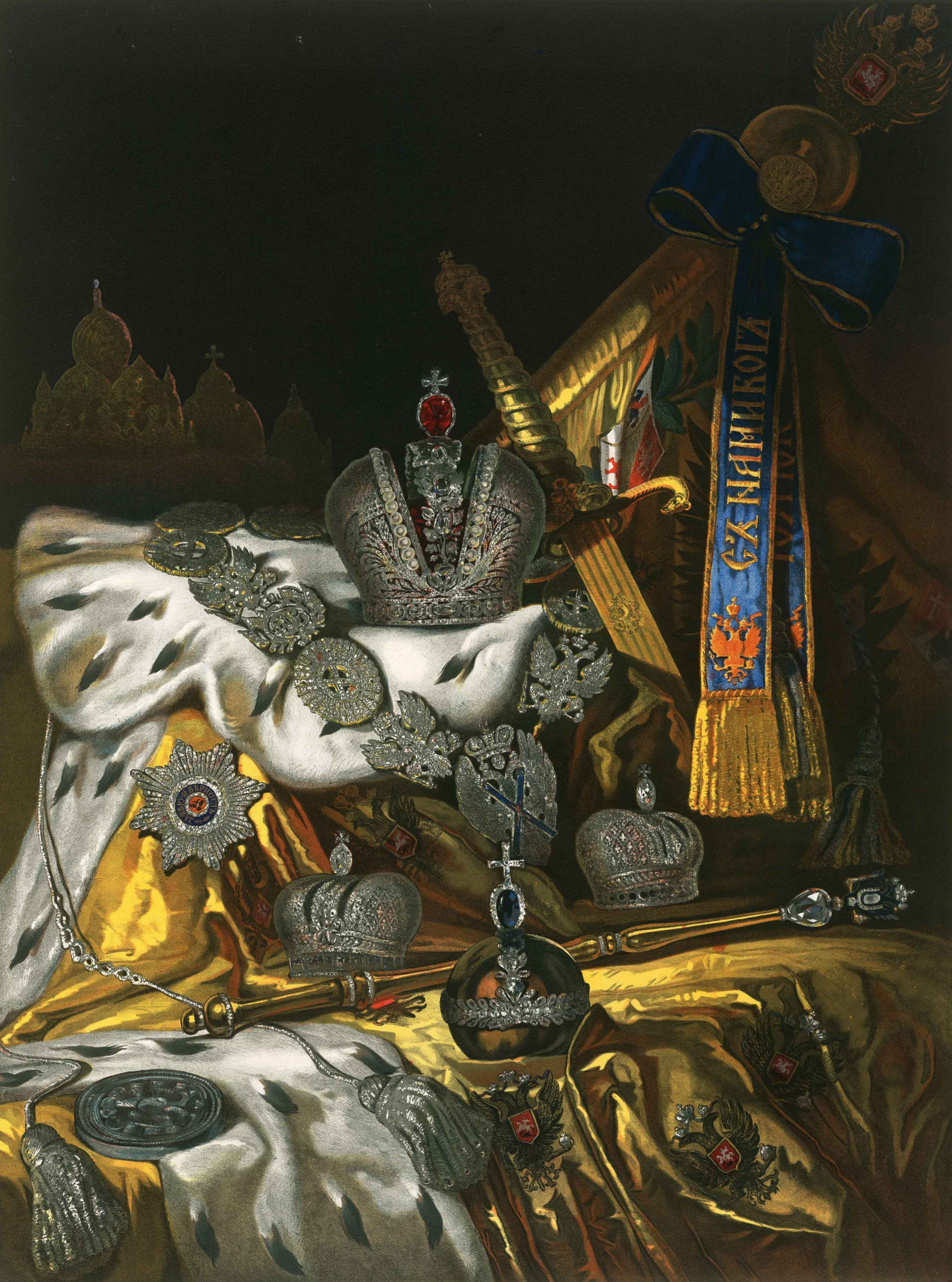
De kejserliga riksregalierna.

| porträtt | Svenskt namn       | Ryskt namn             | Regeringstid             | Levnadstid | Gemål                  |
| -------- | ------------------ | ---------------------- | ------------------------ | ---------- | ---------------------- |
|          |                    |                        |                          |            |                        |
|          | Peter III          | Pjotr III              | 5 januari – 28 juni 1762 | 1728–1762  | Sin efterträdare       |
|          | Katarina den stora | Jekaterina II Velikaja | 1762–1796                | 1729–1796  | Framlidne företrädaren |
|          | Paul I             | Pavel I                | 1796–1801                | 1754–1801  | Maria Fjodorovna       |
|          | Alexander I        | Aleksandr I            | 1801–1825                | 1777–1825  | Elisabeth Alexejevna   |
|          | Nikolaus I         | Nikolaj I              | 1825–1855                | 1796–1855  | Alexandra Feodorovna   |
|          | Alexander II       | Aleksandr II           | 1855–1881                | 1818–1881  | Maria Alexandrovna     |
|          | Alexander III      | Aleksandr III          | 1881–1894                | 1845–1894  | Maria Fjodorovna       |
|          | Nikolaus II        | Nikolaj II             | 1894–1917                | 1868–1918  | Alexandra Fjodorovna   |
|          |                    |                        |                          |            |                        |

## Ryska republikens statschefer (1917)
| porträtt | Svenskt namn        | Ryskt namn          | Regeringstid              | Levnadstid |
| -------- | ------------------- | ------------------- | ------------------------- | ---------- |
|          |                     |                     |                           |            |
|          | Furst Georgij Lvov  | Knjas Georgij Lvov  | 15 mars – 7 juli 1917     | 1861–1925  |
|          | Alexander Kerenskij | Aleksandr Kerenskij | 21 juli – 8 november 1917 | 1881–1970  |
|          |                     |                     |                           |            |

## Sovjetunionen (1917–1991)
Under åren (1917–)1922–1991 var Ryssland en del av Sovjetunionen. 
Se Lista över Sovjetunionens ledare

## Ryska federationens presidenter (1991–)
Se Rysslands president